# Partit Gallec Independent
Partit Gallec Independent (PGI) fou un partit polític d'ideologia centrista d'àmbit gallec, fundat el 1977 i liderat per José Luis Meilán, David Pérez Puga i José García García. El 1978 es va integrar en la Unió de Centre Democràtic. El 1982, després de la dissolució de la UCD, i després de les eleccions generals d'aquell any, es va refundar, però amb una posició política més autonomista, encoratjat per Pablo González Mariñas. El PGI va ser un dels promotors de la Coalició Gallega el 1983, en la qual es va acabar integrant.